# Zißlmühle
Zißlmühle ist ein Ortsteil der Gemeinde Schmidgaden im Landkreis Schwandorf des Regierungsbezirks Oberpfalz im Freistaat Bayern.

## Geografie
Zißlmühle liegt 7,5 Kilometer nordwestlich von Schmidgaden am Hüttenbach. Der 19,7 Kilometer lange Hüttenbach trägt die Gewässerkennzahl 14722. Er entspringt am Südwesthang des 667 Meter hohen Buchberges, fließt in Richtung Südosten und mündet bei Schwarzenfeld in die Naab. Nordwestlich der Zißlmühle mündet der Kettelgraben und südöstlich der Eschenbach in den Hüttenbach.

## Geschichte
1808 wurde die Zißlmühle (auch: Zistelmühle, Zisslmühle, Zißlmühl) im Häuser- und Rustikalsteuerkataster mit ihrem Besitzer Lorenz Pauler aufgeführt. Die Zißlmühle besaß eine Schneidsäge und einen Leinschlag.
1811 wurden in Bayern Steuerdistrikte gebildet. Zißlmühle kam zum Steuerdistrikt Wolfsbach. Der Steuerdistrikt Wolfsbach bestand aus den Dörfern Wolfsbach und Littenhof, dem Weiler Gams, den Einöden Rödlmühle und Zißlmühle und den Privatwaldungen im Wetterberg. Er hatte 28 Häuser, 198 Seelen, 300 Morgen Äcker, 90 Morgen Wiesen, 150 Morgen Holz, 2 Weiher, 50 Morgen öde Gründe und Wege, 12 Pferde, 48 Ochsen, 40 Kühe, 36 Stück Jungvieh, 120 Schafe, 30 Schweine und 2 Ziegen.
Die Zuordnung von Zißlmühle zum Steuerdistrikt Wolfsbach ist nicht ganz eindeutig. Es gibt auch Quellen, in denen Zißlmühle dem Steuerdistrikt Kemnath bei Neunaigen zugeordnet wurde.
1818 wurde mit dem Zweiten Gemeindeedikt die übertriebene Zentralisierung weitgehend rückgängig gemacht und es wurden relativ selbständige Landgemeinden mit eigenem Vermögen gebildet, über das sie frei verfügen konnten. Hierbei kam Zißlmühle zur Ruralgemeinde Rottendorf. Die Gemeinde Rottendorf bestand aus den Ortschaften Rottendorf mit 38 Familien, Hohersdorf mit 8 Familien, Grimmerthal mit 1 Familie, Wolfsbach mit 16 Familien, Rödlmühle mit 2 Familien, Zißlmühle mit 2 Familien und Littenhof mit 10 Familien. Im Januar 1972 wurde die Gemeinde Rottendorf in die Gemeinde Schmidgaden eingegliedert.
Zißlmühle gehörte bis 1926 zur Filialkirche Gösselsdorf, Pfarrei Rottendorf im Dekanat Nabburg. 1926 wurde Zißlmühle umgepfarrt in die Pfarrei Kemnath am Buchberg. 1997 gab es in Zißlmühle 3 Katholiken.
Durch einen Brand in 1975 ist die Hofstelle abgebrannt. Neu errichtet wurden einige Gebäude 1978. Die Mühle wurde nicht wieder in Betrieb genommen und diente als Viehetrieb in Nebenerwerbstätigkeit.
Ebenso die Unweit entfernte einzeln stehende Leinsamen Mühle wurde dem Verfall überlassen.
Hier stehen noch Fundament sowie Grundmauern.

## Einwohnerentwicklung ab 1819
| Jahr | Einwohner  | Gebäude |
| ---- | ---------- | ------- |
| 1819 | 2 Familien | k. A.   |
| 1828 | 8          | 1       |
| 1838 | 10         | 1       |
| 1864 | 7          | 6       |
| 1875 | 14         | 8       |
| 1885 | 12         | 2       |
| 1900 | 7          | 1       |
| 1913 | 7          | 1       |

| Jahr | Einwohner | Gebäude |
| ---- | --------- | ------- |
| 1925 | 8         | 1       |
| 1950 | 5         | 1       |
| 1961 | 6         | 1       |
| 1964 | 6         | 1       |
| 1970 | 6         | k. A.   |
| 1987 | 3         | 1       |
| 2016 | 2         | 4       |
| 2023 | 5         | 4       |